# Eberhardzell
Eberhardzell település Németországban, azon belül Baden-Württembergben. Lakosainak száma 4630 fő (2023. december 31.). Eberhardzell Bad Waldsee és Hochdorf községekkel határos.

## Népesség
A település népessége az elmúlt években az alábbi módon változott:
| Lakosok száma | 2812 | 2975 | 3093 | 3077 | 3227 | 3617 | 3805 | 4046 | 4256 | 4630 |
|               | 1961 | 1967 | 1974 | 1980 | 1987 | 1993 | 2000 | 2006 | 2013 | 2023 |